# Batalha de Nicópolis
A batalha de Nicópolis (em búlgaro: Битка при Никопол; romaniz.: Bitka pri Nikopol; em turco: Niğbolu Savaşı; em húngaro: Nikápolyi Csata; em romeno: Bătălia de la Nicopole) foi travada próximo à fortaleza de Nicópolis (situada no rio Danúbio, atualmente na Bulgária), em 25 de setembro de 1396, entre o Império Otomano e forças aliadas de Hungria, Sacro Império, França, Valáquia, Polônia, Inglaterra, Escócia, antiga Confederação Helvética, República de Veneza, República de Gênova e a Ordem dos Hospitalários. Foi o resultado da última Cruzada em grande escala da Idade Média. Algumas fontes registram a data de 28 de setembro para a batalha.
A batalha resultou em vitória decisiva para os otomanos e desencorajou a formação de outras coalizões europeias que lhe fossem contrárias. Os turcos mantiveram sua pressão sobre Constantinopla, que cairia em 1453, aumentaram o controle sobre os Bálcãs e tornaram-se uma grande ameaça para a Europa Central.